# 크리스티안 뇌르고르
크리스티안 테어스 뇌르고르(덴마크어: Christian Thers Nørgaard, 1994년 3월 10일 ~ )는 덴마크의 축구 선수로 현재 잉글랜드 프리미어리그 아스널에서 수비형 미드필더로 활약 중이다.